# Centro commerciale naturale
Centro commerciale naturale è una locuzione che si è diffusa in Italia dalla fine degli anni novanta con l'obiettivo di denominare con un'espressione più accattivante quella che fino ad allora era stata chiamata "area commerciale centrale" o "area commerciale del centro storico".

Ciò a differenza di quanto nel frattempo accadeva in altri paesi occidentali, nei quali l'attenzione è stata posta non tanto sull'oggetto (l'area commerciale centrale) quanto sui modelli di gestione (come il town center management diffuso dal Canada, agli USA, alla Gran Bretagna e successivamente il business improvement district, sistema di origine USA che consiste nell'imporre "dal basso" una tassa di scopo alle attività economiche di un'area commerciale centrale in modo da assicurare una fonte di finanziamento stabile al town center management).
Pertanto, "centro commerciale naturale" è inteso da parte di chi utilizza questa espressione come una aggregazione di esercizi commerciali che operano integrandosi tra loro in ambito urbano.
In quasi tutti i paesi del mondo nelle città di non recente istituzione c'è la presenza di qualche quartiere (in inglese "district", frequentemente tradotto in modo improprio in lingua italiana con "distretto"), spesso coincidente con il centro storico - o per usare una locuzione più precisa, con il "centro della città" - dove si registra una concentrazione di attività commerciali più elevata rispetto ad altre zone del territorio. 
Si tratta, a ben vedere di una situazione o condizione che:

a) non ha alcunché di "naturale", poiché la creazione delle aree commerciali nei centri storici delle città è il risultato di una pianificata volontà da parte degli imprenditori e delle comunità locali di creare degli addensamenti commerciali e di servizi dove ritrovarsi, passeggiare, incontrarsi e fare acquisti;

b) non ha elementi in comune con il "centro commerciale" che è un addensamento di attività commerciali localizzate all'interno di una struttura edilizia che nella quasi totalità dei casi è di proprietà di un solo soggetto economico che affida la gestione del centro commerciale a un soggetto professionale (es. società di gestione che ha in loco un direttore) che svolge il proprio compito in applicazione di un contratto stipulato tra i singoli imprenditori e la società di gestione. Infatti l'area commerciale centrale, anche nei casi in cui viene enfaticamente denominata "centro commerciale naturale" conserva un'elevata frammentazione della proprietà delle unità immobiliari nelle quali si trovano le attività commerciali e non dispone di un soggetto professionale che abbia giuridicamente ed effettivamente il potere di coordinare e gestire unitariamente l'area.

In sintesi, ciò che caratterizza le aree commerciali centrali delle città italiane - ma non soltanto italiane - è proprio il non essere aree "naturali" e non essere "centri commerciali".

## La gestione di un centro commerciale naturale
Il tema della gestione coordinata e integrata delle attività commerciali e del terziario nelle aree commerciali centrali affidata a un professionista e con una verifica/misurazione del raggiungimento degli obiettivi prefissati è stato affrontato in altri Paesi con l'utilizzo di un approccio definito di town centre management. Le prime esperienze di questo tipo si registrano negli anni sessanta in Giappone e Canada, poi in Gran Bretagna tra il 1990 e il 2000 e poi diffusa in Francia, Germania, Belgio e Spagna. Dalla metà degli anni novanta fino a circa il 2005 in Italia vi sono stati tentativi incerti di applicazione di questo approccio affiancati dalla produzione di alcuni lavori sul town centre management. Negli anni successivi, è scemato l'interesse verso sperimentazioni concrete di applicazione della cultura del town centre management nelle aree commerciali centrali italiane che, invece, hanno lasciato il passo a un fiorire di iniziative di animazione commerciale tradizionale, sul solco della consolidata esperienza italiana delle associazioni di via e dei gruppi di commercianti locali. A questo tipo di esperienze, supportate anche da amministrazioni pubbliche (in primo luogo le Regioni) si è tentato di dare un'immagine innovativa anche mediante l'uso di locuzioni e neologismi quali in particolare "centri commerciali naturali" e "distretti del commercio". Ma all'attivismo nel coniare locuzioni accattivanti, al fiorire di iniziative di stampo tradizionale e al notevole investimento finanziario e di immagine da parte di molte amministrazioni pubbliche, non sono seguite in Italia esperienze solide e strutturate di gestione unitaria che abbiano prodotto una crescita effettiva e non effimera della redditività delle attività commerciali nelle aree centrali nelle quali esse si sono realizzate.

## In Italia
Dagli anni novanta in poi il sostanziale immobilismo nelle politiche pubbliche a favore del commercio nei centri città è stato in parte "mascherato" dall'istituzione nelle città e nei centri urbani di entità denominate "centri commerciali naturali". Questa scelta, che si è affermata in molte regioni d'Italia - anche con il sostegno delle principali associazioni di rappresentanza delle imprese del commercio Confcommercio e Confesercenti - ha portato alla creazione di consorzi, associazioni, tavoli di partenariato.. destinatari di risorse pubbliche nell'ambito di progetti di riqualificazione delle aree urbane centrali.
A seconda delle diverse località le forme di intervento delle pubbliche autorità si è estrinsecato nelle forme più varie.

### Calabria
In Calabria sono le Camere di commercio a emanare bandi a favore delle strutture commerciali al fine di organizzarsi in un CCN.

### Campania
La regione Campania ha regolato la materia con legge n. 1 del 2009. Organi di stampa hanno segnalato nel 2016 che all'interno di un procedimento avviato dalla Sezione regionale della Campania della Corte dei Conti per danno erariale vi sarebbe anche la vicenda di risorse pubbliche assegnate dalla Camera di commercio di Napoli ai centri commerciali naturali e utilizzate per viaggi in Canada.
In attuazione della sopra richiamata legge regionale, anche in piccole cittadine come Ariano Irpino e Cava de' Tirreni sono stati creati centri commerciali naturali.

### Emilia-Romagna
La Regione Emilia-Romagna ha disciplinato la creazione dei centri commerciali naturali fin dal 1997. Tra le molte esperienze sul territorio regionale c'è anche quella del Comune di Parma, che ha individuato e delimitato due centri commerciali naturali nel centro della città, che hanno preso il nome di centro commerciale naturale "Oltretorrente di Parma" e centro commerciale naturale "Centro storico di Parma". In seguito si è stabilita una suddivisione in 9 comparti.
La forma giuridica scelta dall'amministrazione comunale è stata quella con delibera di operare per il tramite di un consorzio, il Ge.C.C. (Gestione Centro Città Parma), che vede la partecipazione al 60% dal comune di Parma e il restante 40% suddiviso in parti uguali tra Camera di Commercio di Parma, Ascom-Confcommercio Parma, Confesercenti Parma e Consorzio Parma Centro.

### Friuli Venezia Giulia
La strada scelta dal legislatore regionale è quella di concedere mutui a quei comuni che intendano favorire la valorizzazione dei centri commerciali naturali:

### Lazio
La regione Lazio ha incoraggiato la costituzione di centri commerciali naturali con legge regionale 4 del 2006 e il consiglio ha preso le delibere conseguenti. Le province, i comuni, le Municipalità di Roma hanno a loro volta stabilito contributi.

### Marche
Gli interventi economici da parte della regione Marche a favore dei centri commerciali naturali risalgono al 2006. Ad Ascoli Piceno l'iniziativa è partita dal Comune.

### Piemonte
In Piemonte vi sono state e vi sono molte esperienze di centri commerciali naturali, tra i quali Asti, dove centro commerciale naturale è stato promosso dalle associazioni di categoria che hanno costituito un consorzio.

### Sardegna
La regione Sardegna ha scelto la strada dei contributi economici per i centri commerciali naturali, costituiti in forma di consorzio o di associazione.

### Sicilia
La Regione Siciliana ha elaborato forme giuridiche ad hoc (leggi regionali n. 10 del 15 settembre 2005 e n. 21 dell'8 novembre 2007), che prevedono esplicitamente questa figura, equivalente di fatto a quella di un consorzio di imprese commerciali. Nel caso siciliano, per ottenere l'accreditamento come CCN si prescrive che il consorzio così formato sia in sé senza scopo di lucro
Si tratta, in ogni caso, della unione di piccoli esercenti, ubicati in una planimetria specifica di un centro storico, allo scopo di elaborare strategie comuni di marketing, fornire servizi ai consumatori e agli eventuali turisti, collaborare con gli enti locali nella promozione del territorio.

### Toscana
La regione Toscana ha fatto la scelta di valorizzare in modo capillare le sue strutture commerciali tradizionalmente sorte in numerose località. Le strutture sono raggruppate da una rete che pubblicizza i bandi pubblici che agevolano questo tipo di strutture Una indagine svolta nel 2010 ha individuato 150 C.C.N. (centri commerciali naturali) pubblicando un Rapporto sull'operatività dei centri commerciali naturali - 2010.

#### Firenze
La regione Toscana ha scelto la strada di prevedere aiuti economici denominati finanziamento di progetti di qualificazione del sistema commerciale di vicinato emanando il relativo bando. Tra le esperienze toscane vanno segnalate quella di Lucca e dei centri commerciali naturali costituiti ad Alta Garfagnana, Altopascio, Castelnuovo, Pietrasanta e Porcari.

### Umbria
Il primo bando regionale destinato ai comuni capoluogo di Perugia e Terni risale al 2015 e prevedeva il finanziamento degli investimenti privati per la riorganizzazione e l'ammodernamento degli esercizi commerciali secondo linee guida definite. I partecipanti al bando erano tenuti a costituirsi in Ati e creare il centro commerciale naturale in forma stabile (minimo tre anni dalla concessione del contributo). Il finanziamento era al 50% a fondo perduto per gli investimenti della singola impresa e al 60% per il progetto comune. La linea di finanziamento era il FESR 2007-2013. Nell'ottobre dello stesso anno venne emanato un bando riservato ai comuni non capoluogo con gli stessi vincoli e finalità, utilizzando i fondi FUR (Fondo Unico Regionale). Al bando vennero apportati piccoli cambiamenti come il numero minimo delle imprese associate che era di 25 e non 30. Attualmente I centri commerciali naturali in Umbria si trovano a: Perugia, Castiglione del Lago, Città della Pieve, Orvieto, Panicale e Tavernelle. 

### Veneto
La normativa della Regione Veneto non ha mai disciplinato o auspicato la costituzione di "centri commerciali naturali", scegliendo quale strumento di politica attiva a favore del commercio nelle aree urbane centrali quelli che sono stati chiamati "Programmi Integrati", secondo una logica coerente con le politiche dell'UE che prediligono progetti e politiche alla scala urbana che prevedono che siano trattati assieme una pluralità di temi quali lo sviluppo delle imprese del commercio e dei servizi nelle aree urbane centrali, l'accessibilità a tali aree, la qualità degli spazi pubblici, il permanere di funzioni urbane di rango elevato nei centri storici..
Tale scelta strategica, che ha collocato la Regione del Veneto al livello più avanzato tra le Regioni italiane per ciò che riguarda le politiche attive a favore del commercio urbano, ha trovato attuazione in tre provvedimenti con i quali sono stati finanziati circa quaranta Programmi Integrati in aree urbane centrali nel Veneto. L'importanza dei Programmi Integrati nelle politiche della Regione del Veneto è stata definitivamente sancita con l'inserimento dell'istituto dei "Programmi integrati di gestione e di riqualificazione dei centri storici e urbani" all'art. 7 della legge regionale sul commercio.

## Nel mondo

### Belgio
In Belgio l'istituto prende nome di cellule de gestion des centre-villes, anch'esso caratterizzato da una collaborazione pubblico-privato.

### Germania
In Germania l'istituto prende il nome di Immobilien- und Standortgemeinschaft in cui i proprietari d'immobili e i commercianti di un determinato quartiere si prendono cura dello sviluppo e del decoro della zona.

### Gran Bretagna
In Gran Bretagna sono segnalate oltre 300 iniziative. Nella maggior parte di esse sono gli enti pubblici ad avere una posizione di maggioranza. Una particolarità è data dal contributo in molti casi anche della grande distribuzione.

### Stati Uniti d'America
Negli USA la terminologia usata è business improvement district designa una zona definita all'interno della quale le imprese pagano una tassa supplementare destinata essenzialmente a per finanziare miglioramenti entro i confini del distretto. I Comuni possono mettere a disposizione parte dei fondi acquisiti per assistere le imprese, concedendo anche sgravi fiscali.

### Svezia
In Svezia l'associazione per i town center management ha 200 soci.